# Gretl Braunová
Margarete Berta „Gretl“ Braunová (31. srpna 1915 Mnichov – 10. října 1987 Steingaden) byla sestra Evy Braunové a Ilse Braunové. Patřila do užšího společenského kruhu Adolfa Hitlera v Berghofu. Po Evině svatbě se stala švagrovou Hitlera, necelých 40 hodin před jejich sebevraždou.
Dne 3. června 1944 se provdala za SS-Gruppenführera Hermanna Fegeleina, styčného důstojníka Hitlerova štábu. Na sklonku druhé světové války byl Fegelein zastřelen za dezerci. Navzdory vazbám na nacistický režim se jí podařilo přežít válku téměř bez úhony. Změnila si jméno, znovu se provdala a až do své smrti v roce 1987 žila poklidným životem.

## Raný život
Narodila se jako nejmladší ze tří dcer učitele Friedricha „Fritze“ Brauna a švadleny Franzisky „Fanny“ Kronbergerové. V 16 letech ukončila studium střední školy a začala pracovat jako úřednice ve fotografické firmě Heinricha Hoffmanna, oficiálního fotografa nacistické strany, který zaměstnával i její sestru Evu. V srpnu 1935 poskytl Hitler sestrám třípokojový byt v Mnichově a následující rok vilu v Bogenhausenu. Jejich otec nebyl s tímto uspořádáním spokojen a na protest Hitlerovi napsal. Sestry byly nadšené fotografky; v roce 1943 Gretl navštěvovala Bavorskou státní fotografickou školu.

## S Evou na Berghofu
S Evou trávila hodně času v Hitlerově útočišti Berghof v Obersalzbergu v bavorských Alpách, kde oživovala formální atmosféru zábavou, kouřením a flirtováním s ošetřovateli. Podle tvrzení Hitlerovy sekretářky Traudl Jungeové jí Hitler dlouze vysvětloval, proč nesnáší kouření, ale ona se tohoto zlozvyku nechtěla vzdát. Zamilovala se do Hitlerova adjutanta SS Fritze Dargese. Toho však Hitler po neukázněné poznámce během porady v roce 1944 propustil a byl vyslán velet jednotce na východní frontě.

## Sňatek
Dne 3. června 1944 se provdala za SS-Gruppenführera Hermanna Fegeleina, který působil jako styčný důstojník Reichsführera-SS Heinricha Himmlera v Hitlerově štábu. Jejich svatba se konala na zámku Mirabell v Salcburku za účasti Hitlera, Himmlera a Martina Bormanna v roli svědků. Veškeré svatební přípravy zajišťovala její sestra Eva. Svatební hostina na Berghofu a večírek na Orlím hnízdě v Obersalzbergu trvaly tři dny. Sňatek poskytl Hitlerovi formální spojení s Evou a důvod zahrnout ji do veřejných akcí. Fegelein byl známý playboy a měl mnoho mimomanželských afér.

## Pád Třetí říše
Tři dny po svatbě došlo k vylodění v Normandii. Společenská scéna na Berghofu fakticky utichla. Dne 14. července 1944 Hitler odjel na své vojenské velitelství a už se nikdy nevrátil. Dne 19. ledna 1945 Gretl a Eva přijely do říšského kancléřství v Berlíně, ale 9. února odjely do Berchtesgadenu. Eva se později vrátila sama. Dne 23. dubna Eva napsala svůj poslední dopis a připojila k němu žádost, aby Gretl zničila všechny její pracovní dokumenty, ale aby si osobní korespondenci ponechala nebo ji zakopala. Žádný z těchto dokumentů se nikdy nenašel.
Gretl byla těhotná a stále žila na Berghofu; mezitím byl její manžel 28. dubna 1945 zatčen v jednom berlínském bytě za dezerci, protože opustil Führerbunker. Zpočátku Hitler z ohledu na Evu zvažoval, že nařídí, aby byl Fegelein přidělen k obraně Berlína. Poté, co se dozvěděl o Himmlerově nabídce vzdát se západním Spojencům, Hitler nařídil Himmlera zatknout a Fegeleina zastřelit. Dne 29. dubna v časných ranních hodinách se Hitler oženil s Evou Braunovou. Dne 30. dubna 1945 v odpoledních hodinách manželé spáchali sebevraždu. Gretl 5. května 1945 v Obersalzbergu porodila dceru, kterou na památku své sestry pojmenovala Eva Barbara. Ta nakonec 8. dubna 1975 spáchala sebevraždu poté, co její přítel zahynul při autonehodě.

## Pozdější život
Dne 6. února 1954 se v Mnichově vdala za Kurta Berlinghoffa. Zemřela 10. října 1987 v bavorském Steingadenu ve věku 72 let.